# Церковь Святой Ольги (Лодзь)
Церковь Святой Ольги (пол. Cerkiew św. Olgi w Łodzi) — православный храм в городе Лодзи, Польша.

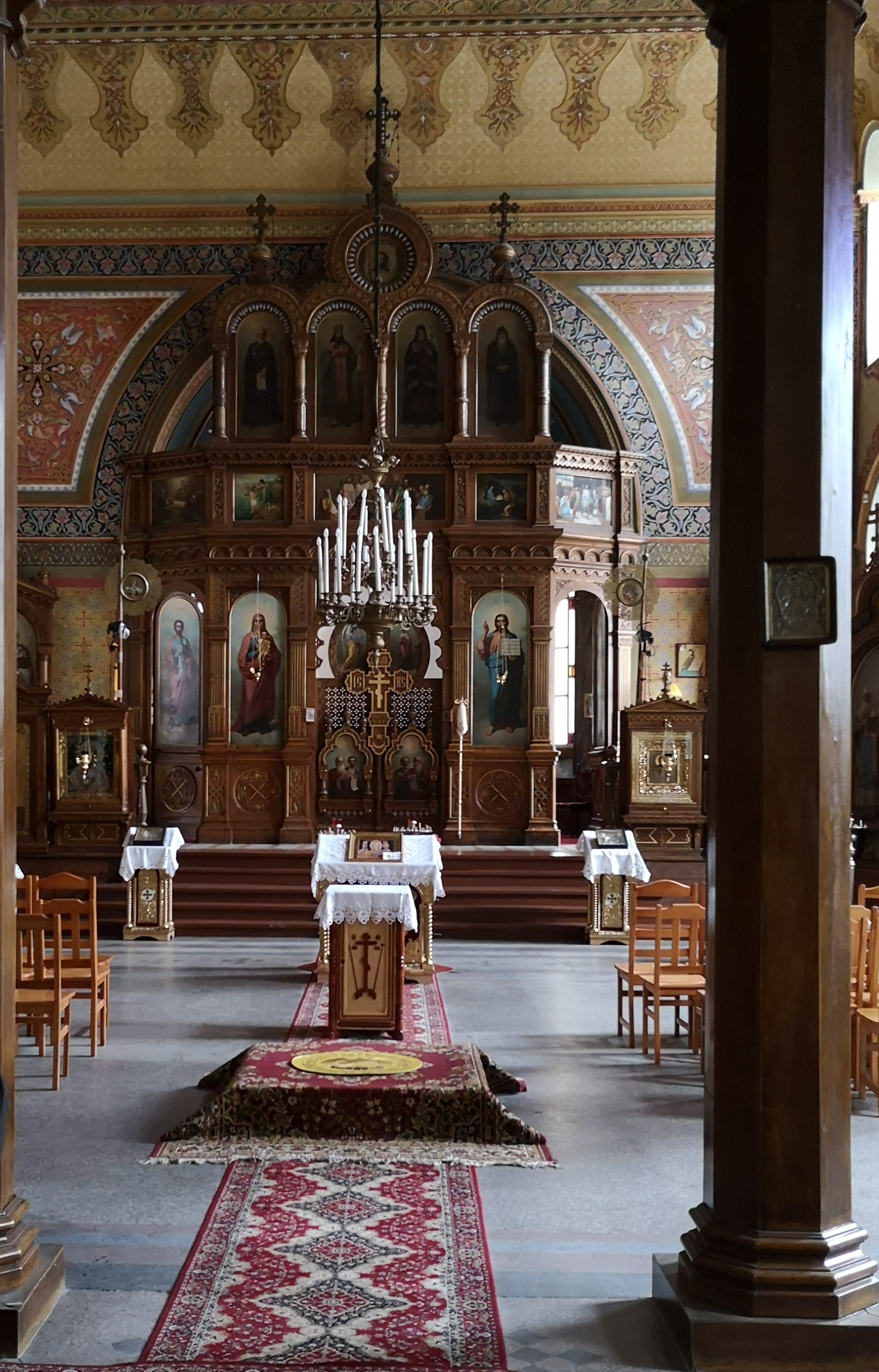
Внутри церкви

Принадлежит к парафии собора Александра Невского Лодзинско-Познанской епархии Польской православной церкви.
В 1896 году началось строительство приюта для детей, по плану в приюте должна быть встроена домовая церковь. В 1898 году строительство было завершено, 16 октября того же года церковь была освящена в честь святой равноапостольной княгини Ольги.
Церковь расположена в нескольких сотнях метров от собора Александра Невского.
В 1980 году церковь была включена в список исторических памятников Польши.